# Jesse Lumsden
Jesse Lumsden (ur. 3 sierpnia 1982 w Edmonton) – kanadyjski bobsleista, srebrny medalista mistrzostw świata.

## Kariera
Największy sukces w karierze osiągnął w 2012 roku, kiedy wspólnie z Lyndonem Rushem wywalczył srebrny medal w dwójkach podczas mistrzostw świata w Lake Placid. Był to jednak jego jedyny medal wywalczony na międzynarodowej imprezie tej rangi. W 2010 roku wystąpił na igrzyskach olimpijskich w Vancouver, zajmując piąte miejsce w dwójkach i czwórkach. Startował również na rozgrywanych cztery lata później igrzyskach w Soczi, gdzie był siódmy w dwójkach, a w czwórkach zajął 29. miejsce.
Lumsden uprawiał także futbol kanadyjski, grając między innymi w drużynach Calgary Stampeders, Edmonton Eskimos i Hamilton Tiger-Cats.